# 1964년 하계 올림픽 중화민국 선수단
중화민국은 1964년 10월 10일부터 24일까지 일본 도쿄에서 열린 제18회 하계 올림픽에 참가했다.

### 종목별 참가 선수 및 메달 집계
| 종목 | 참가 선수 | 1 | 2 | 3 | 합계 |
| 역도 | 1         | 0 | 0 | 0 | 0    |

## 종목별 성적

### 복싱
| 선수 | 세부 종목 | 64강           | 32강           | 16강           | 8강            | 준결승         | 결승           | 결승 |
| 선수 | 세부 종목 | 상대 선수 결과 | 상대 선수 결과 | 상대 선수 결과 | 상대 선수 결과 | 상대 선수 결과 | 상대 선수 결과 | 순위 |

## 사이클
| 선수 | 세부 종목 | 예선 | 예선 | 준준결선 | 준준결선 | 준결선 | 준결선 | 결선 | 결선 |
| 선수 | 세부 종목 | 기록 | 순위 | 기록     | 순위     | 기록   | 순위   | 기록 | 순위 |

## 사격
남자
| 선수 | 세부 종목 | 예선   | 예선 | 결선   | 결선      |
| 선수 | 세부 종목 | 스코어 | 순위 | 스코어 | 최종 순위 |

## 역도
| 선수        | 세부 종목   | 추상 | 추상 | 인상 | 인상 | 용상 | 용상 | 합계 | 합계 |
| 선수        | 세부 종목   | 기록 | 순위 | 기록 | 순위 | 기록 | 순위 | 기록 | 순위 |
| Martin Dias | 남자 밴텀급 |      |      |      |      |      |      |      |      |

## 육상

### 남자
트랙 / 도로 경기
| 선수 | 세부 종목 | 1차 예선 | 1차 예선 | 2차 예선 | 2차 예선 | 준결선 | 준결선 | 결선 | 결선      |
| 선수 | 세부 종목 | 기록     | 순위     | 기록     | 순위     | 기록   | 순위   | 기록 | 최종 순위 |

필드 경기
| 선수 | 세부 종목 | 예선 | 예선 | 결선 | 결선      |
| 선수 | 세부 종목 | 기록 | 순위 | 기록 | 최종 순위 |

## 참고 자료
- (영어) “1964년 하계 올림픽 중화 타이베이”. SR/Olympic Sports.[깨진 링크(과거 내용 찾기)]